# Mesa (род)
Mesa (лат.) — род перепончатокрылых насекомых семейства Thynnidae (ранее в Tiphiidae) из подотряда жалоносных (Apocrita).

## Описание
Средней величины осы (от 1 до 2 см), коренастого телосложения, пунктированные, обычно чёрного цвета с рыжевато-красными отметинами.
Самцы Mesa характеризуются тем, что I-й сегмент метасомы более чем в три раза длиннее своей ширины, а тергиты не имеют поперечного суббазального киля или гребня. Хозяева для рода неизвестны.
У самок передняя поверхность мезоплевр плоская; голова не квадратная, её задний угол не выступает назад (у близкого рода Hylomesa передняя поверхность мезоплевр вогнутая; голова квадратная, её задний угол более или менее оттопырен назад). У самцов задние тазики по дорсальному краю не окаймлены; первый тергит T1 спереди не окаймлен (у Hylomesa задние тазики килеватые по дорсальному краю; Т1 впереди килеватый).

## Распространение
Встречаются, главным образом, в Афротропике и Юго-Восточной Азии. На север до Ирана, на восток до Мьянмы и Китая. На Мадагаскаре 8 видов. В Китае 8 видов. Род Mesa слабо представлен в Палеарктике: 6 видов найдены в Юго-Западной Азии (M. fedstchenkoi, M. picticollis, M. dubia, M. apimacula, M. nursei и M. persa), 2 вида в Греции (M. palestinella и M. attica), 1 вид в Малой Азии и Израиле (M. palestinella).

## Систематика
Около 50 видов. Близок к роду Hylomesa с которым образует трибу Mesini в составе подсемейства
Myzininae. В целом габитус самок Mesa обнаруживает сходство с самками трибы Myzinini (крупное тело, интегумент в основном пунктированный; также жилкование передних и задних крыльев почти идентично и сильно отличается от Meriini.
- Mesa abdominalis (Guérin-Méneville, 1838)typus
  - =Plesia abdominalis
- Mesa adelogarnia (Turner, 1908)[9]
- Mesa alishana Tsuneki, 1986[10]
- Mesa angolensis Berland, 1925
- Mesa apimacula (Cameron, 1902)
- Mesa asmarensis (Turner, 1909)
- Mesa attica Gorbatovsky, 1981[7] — Греция
- Mesa bengalensis (Cameron, 1898)
- Mesa burmanica (Bingham, 1897)
- Mesa campsa Boni Bartalucci, 2013[2]
- Mesa capensis (Lepeletier, 1845)
- Mesa capitata (Smith, 1879)
- Mesa chiaiensis Tsuneki, 1986[10]
- Mesa diapherogamia  Saussure, 1892
- Mesa dimidiata  (Guérin-Méneville, 1837)
- Mesa dioica Boni Bartalucci, 2013[2]
- Mesa donaldsoni  (Fox, 1896)
- Mesa dubia Morawitz, 1890 — Юго-Западная Азия и Туркменистан[7][11]
- Mesa eriosoma Boni Bartalucci, 2013[2]
- Mesa erythrodira Boni Bartalucci, 2013[2]
- Mesa erythropoda (Turner, 1908)[9]
- Mesa extensa  (Turner 1908)
- Mesa fedstchenkoi  (Saussure 1880) — Таджикистан[7]
- Mesa flavipennis  Krombein 1982
- Mesa formosensis Tsuneki, 1986[10]
- Mesa fuscipennis  (Smith 1855)
- Mesa glaber Liao et al., 2021[6]
- Mesa haemorroidalis  (Guérin-Méneville, 1837)
- Mesa herrero  (Turner, 1935)[12]
- Mesa heterogamia  Saussure, 1892
- Mesa hongchibaensis Liao et al., 2021[6]
- Mesa hottentotta (Saussure, 1892)
- Mesa hova (Turner, 1908)[9]
- Mesa hyloides Boni Bartalucci, 2013[2]
- Mesa incisa  (Cameron, 1905)
- Mesa innotata  (Turner, 1908)
- Mesa karunaratnei  Krombein 1982
- Mesa krombeini  Bartalucci, 2005[13][14]
- Mesa laeta  (Bingham 1897)
- Mesa madecassa  Krombein, 1949[15]
- Mesa madraspatana  (Smith 1855)
- Mesa maliana Boni Bartalucci, 2013[2]
- Mesa mandalensis  (Magretti 1892)
- Mesa molapo (Jacot-Guillarmod, 1947)
- Mesa marovatana  Krombein, 1949[15]
- Mesa molapo  (Jacot-Guillarmod, 1947)
- Mesa nama  Boni Bartalucci, 2013[2]
- Mesa nodosa  (Guérin-Méneville, 1837)
- Mesa nursei  (Turner, 1909)
- Mesa oligotyla  Boni Bartalucci, 2013[2]
- Mesa opacifrons  (Turner 1908)
- Mesa palestinella  Guiglia 1963 — Греция, Израиль, Малая Азия[7], Турция[16]
- Mesa pentatyla  Boni Bartalucci, 2013
- Mesa persa  Gorbatovsky 1981[7]
- Mesa petiolata  (Smith 1855)
- Mesa picticollis  (Morawitz 1890) — Казахстан, Туркменистан[7]
- Mesa pyrrhoprocta  Boni Bartalucci, 2013
- Mesa rothney  (Cameron 1902)
- Mesa ruficeps  (Smith, 1855)
- Mesa rufofemorata  (Cameron, 1905)
- Mesa sahariana  Boni Bartalucci, 2013[2]
- Mesa spoliata  (Turner, 1912)
- Mesa saussurei  (Turner, 1910)
- Mesa tandrona  Krombein, 1949[15]
- Mesa torrida  (Smith, 1879)
- Mesa ustulata  (Turner 1908)
- Mesa xanthocera  (Gerstaecker, 1870)
- Mesa xanthogramma  Boni Bartalucci, 2013[2]